# Silvana Casmirri
Silvana Casmirri (23 gennaio 1949) è una storica italiana.

## Biografia
Laureatasi in Scienze politiche presso la Sapienza - Università di Roma, dal 1985 svolge attività di docenza nell'ateneo di Cassino, dove dal 2001 è professore ordinario di storia contemporanea. Nel medesimo ateneo ha diretto il Dipartimento di filologia e storia dal 2001 al 2009 ed è responsabile del Laboratorio di storia regionale istituito presso la facoltà di lettere.
La sua attività di ricerca si è rivolta, inizialmente, ai rapporti tra destre tedesche e fascismo, per poi spostarsi su ambiti di storia socio-economica relativi alle vicende dell'Italia novecentesca. In tal senso Casmirri ha dedicato particolare attenzione allo sviluppo del movimento contadino e alla cultura della borghesia dell'area lombarda, osservandone, nel periodo tra i governi di Francesco Crispi e la prima guerra mondiale, il decollo industriale.
In seguito la sua indagine ha approfondito i temi, di storia politica ed economica, connessi al secondo dopoguerra, anche studiando alcune autorevoli personalità del quadro politico-dirigenziale italiano postbellico, quali Fausto Gullo, Antonio Segni e Salvatore Aldisio. A partire dal 1996 si occupa anche della storia della Spagna in età contemporanea, in un quadro comparato con la storia d'Italia, con particolare riferimento ai processi di modernizzazione socio-economica registratisi tra la fine del XIX secolo e il primo conflitto mondiale.
Per il «Dizionario biografico degli italiani» ha steso le voci di Roberto Forges Davanzati, Fabio Filzi, Alfredo Frassati e Carlo Erba.

## Opere principali

### Articoli e saggi
- Agricoltura e contadini nell'Italia repubblicana, in «Studium», 4 (1980), pp. 533-553.
- Salvatore Aldisio. I problemi della ricostruzione, in «Sociologia», 1-3 (1993), pp. 61-80.
- Luigi Federzoni, in F. Cordova (a cura di), Uomini e volti del fascismo, Bulzoni Editore, Roma 1980, pp. 243-301.
- Cultura tecnologica, modelli esteri e società industriale, in G. Fiocca (a cura di), Borghesi e imprenditori a Milano dall'Unità alla prima guerra mondiale, Laterza, Roma-Bari 1984, pp. 141-211.
- Crisi del Parlamento e crisi del sistema liberale in Italia e in Spagna, in M. Suárez Cortina (a cura di), La crisis del Estado liberal en la Europa del Sur, Universidad de Cantabria, Santander 2000, pp. 109-146.
- Il giubileo straordinario del 1933, in Istituto Luigi Sturzo (a cura di),  I giubilei in età contemporanea, Rubbettino Editore, Soveria Mannelli 2003.
- Tra lavoro e solidarietà. L'azione delle Società operaie di mutuo soccorso in Terra di Lavoro dopo l'Unità, in A. Moioli - P. Massa (a cura di), Dalla corporazione al mutuo soccorso. Organizzazione e tutela del lavoro tra XVI e XX secolo, FrancoAngeli, Milano 2006.

### Monografie
- L'Unione Donne Italiane (1944-1948) (= Quaderni della Fiap, 28), Fiap, Roma 1978.
- Cattolici e questione agraria negli anni della ricostruzione (1943-1950), Università La Sapienza di Roma, Bulzoni, Roma 1989.
- L'Università di Cassino 1979-1999, Università di Cassino, Ivi 1999.
- Un'economia per la ricostruzione. Indirizzi teorici e scelte politiche dei cattolici italiani 1943-1956, Roma 2000.

### Curatele
- Partiti e istituzioni in Italia tra guerra e dopoguerra, Edizioni Scientifiche Italiane, Napoli 1994
- Le élites italiane prima e dopo l'Unità. Formazione e vita civile, Caramanica, Marina di Minturno 2000.
- Intorno al 1898. Italia e Spagna nella crisi di fine secolo, FrancoAngeli, Milano 2001.
- Lo Stato in periferia. Élites, istituzioni e poteri locali nel Lazio meridionale tra Ottocento e Novecento, Università di Cassino, Ivi 2003.
- Il Lazio meridionale dal 1944 agli anni Settanta, FrancoAngeli, Milano 2007.
- Il ceto politico del Lazio nell'Italia repubblicana. Dinamiche della rappresentanza e costruzione del consenso'', Franco Angeli, Milano 2011
- (con G. De Angelis-Curtis), Gaetano Di Biasio. Diario 1944-1957, Ciolfi editore, Cassino 2012